# Seddera schizantha
Seddera schizantha är en vindeväxtart som beskrevs av Hallier f. Seddera schizantha ingår i släktet Seddera och familjen vindeväxter. Inga underarter finns listade i Catalogue of Life.